# Anabacerthia variegaticeps
Anabacerthia variegaticeps là một loài chim trong họ Furnariidae.